# Antillerelenia
Större jamaicaelenia (Elaenia fallax) är en fågel i familjen tyranner inom ordningen tättingar.

## Utseende och läte
Större jamaicaelenia är en liten och oansenlig tyrann. Tydligt vita vingband skiljer den från jämnstora jamaicapivin, hispaniolapivin och mindre jamaicaelenian. Sången består av en fallande vissling följt av korta "wibit-wibit". Bland lätena hörs likaledes fallande visslande "tseee-oo" eller ett rappt "wibit" som i sången, dock ibland avgivet i snabb följd.

## Utbredning och systematik
Större jamaicaelenia förekommer i regnskogar på Jamaica. Tidigare inkluderades hispaniolaelenian (E. cherriei) i arten, då under namnet "antillerelenia".

## Status
IUCN kategoriserar arten som livskraftig.